# Illa de Saint-Quentin
L'illa de Saint-Quentin (en francès, île Saint-Quentin) és una illa situada a la confluència del riu Saint Maurice i el riu Saint-Laurent, a la ciutat de Trois-Rivières, a la província de Quebec. El nom es deu al jutge Quentin Moral, comerciant de pells i un dels primers concessionaris de l'illa. L'illa es manté com un centre d'activitats. El sant patró de l'illa es Sant Quintí.

## Història
Al principi fou poblada per una tribu algonquina que hi conreava blat de moro (blat d'inde en argot quebequès). El 7 d'octubre de 1535, Jacques Cartier va plantar una creu sobre l'illa fet que proclamava la sobirania francesa d'aquest territori. Al cap de cent anys, el pare Paul LeJeune descobrí unes ruïnes d'una palissada ameríndia i d'algunes vessanes on els amerindis cultivaven el blat de moro.
El 2 de juny de 1647, el governador de Montmagny va permetre a François Marguerie, Jean Véron de Grandmesnil i Claude David netejar l'illa, que es passà a dir illa Grandmesnil. Però Véron de Grandmesnil va morir poc després i l'illa va ser anomenada durant un temps : illa de la Trinitat. Al començament dels anys 1660, François Marguerie obtingué l'illa aquesta va ser rebatejada definitivament "illa Saint-Quentin". El medi natural de l'illa Saint-Quentin va continuar sent quasi igual, pràcticament inutilitzada al segle xviii i fins a la fi del segle xix.
A partir dels anys 1930, l'aspecte recreatiu de l'illa va agafar importància, l'illa que pertanyia en aquell temps als Quebec Savings and Trust Company Limited així com a la Canada Power and Paper Corporation tingué una oferta de compra de la Ciutat el 1933. Però va caldre esperar al 3 de novembre de 1947 perquè el terreny fos propietat de la ciutat. Mentrestant, va servir de camp d'entrenement per a la Marina reial canadenca. A partir de 1950 s'hi anaren posant serveis.
El parc i la platja de l'illa Saint-Quentin van ser oficialment inaugurats el 24 de juny de 1962, en presència de 5.000 persones, any en què es van comptar més de 100.000 visitants. A l'illa s'hi ha instal·lat un port esportiu, un carril bici, un sender d'interpretació, una pista de patinatge i un càmping. Algunes activitats i Festivals s'hi fan anualment.

## Festes i esdeveniments
- Simposi de pintura.
- Cinema de l'Illa. A l'aire lliure.
- La Festa de la Platja.
- La Platja "Beach Club"
- Festa Familiar de l'Illa de Saint-Quentin
- Cursa de canoes.
- La festa dels colors.